# Оппольцер, Теодор
Теодор О́ппольцер (нем. Theodor Egon Ritter von Oppolzer; 1841—1886) — австрийский астроном.

## Биография
Родился в Праге 26 октября 1841 года. Был сыном врача Иоганна Оппольцера и его жены Марии Плейшль, дочери химика Адольфа Плейшля.
Получил домашнее образование и в 1859 году «экстерном» сдал экзамены в Высшей школе пиаристов в Праге. Затем «по настоятельной просьбе» отца изучал медицину в Венском университете и завершил учебу в 1865 году, получив степень доктора философии. В это же время он слушал также лекции по астрономии и математике и в 1866 году начал читать в университете лекции по астрономии и геодезии.
В 1865 году он женился на Келестине Маутнер (1845–1923) в Бадене (Нижняя Австрия). У них было шестеро детей, в том числе будущий астроном Эгон фон Оппольцер.
В 1870 году Оппольцер был назначен доцентом кафедры теоретической астрономии Венского университета, а в 1875 году стал профессором астрономии и геодезии.
У него была мощная частная обсерватория с восьмидюймовым рефрактором, построенная в саду дома, который его отец купил у писательницы Каролины Пихлер (Вена-Йозефштадт, Альсерштрассе 25)
В 1873 году он стал директором Австрийской геодезической службы, а в 1886 году был избран президентом Международной геодезической ассоциации.
В 1879 году он стал членом-корреспондентом Баварской академии наук и Академии наук в Париже. В 1882 году Австрийская академия наук избрала его действительным членом, в 1883 году он стал членом Национальной академии наук США, а в 1884 году — Королевского астрономического общества. В 1885 году он был избран в Леопольдину. Лейденский университет присвоил ему звание почётного доктора философии.
Умер в Вене после непродолжительной болезни 26 декабря 1886 года в возрасте всего 45 лет. был похоронен в фамильном склепе Оппольцеров в «Старых аркадах» на Венском центральном кладбище.
Основные труды в области определения орбит комет и планет, изучения солнечных и лунных затмений, теоретической астрономии, геодезии и гравиметрии. В 1880—1882 гг. опубликовал двухтомный «Курс определения орбит комет и планет». В «Каноне затмений» (1887), явившемся результатом почти двадцатилетнего труда, вычислил элементы 8000 солнечных и 5200 лунных затмений за период с 1207 до н. э. до 2163 н. э. В основу фундаментального исследования была положена теория движения Луны, развитая П. А. Ганзеном, а затем преобразованная Оппольцером. «Канон затмений» важен не только для астрономии, но и для истории и хронологии. Он позволил уложить в единую временную сетку многие события древней истории, расшифровать летосчисления древних цивилизаций Востока (Египта, Ассирии, Индии и Китая), уточнить теорию движения Луны, исследовать вековое замедление вращения Земли. Написал две крупные работы: о проекте новой теории движения Луны и по исследованию астрономической рефракции. В 1873 возглавлял в Австрии работы, связанные с градусными измерениями, проводившимися в Европе. Организовал работы по определению долгот более 40 пунктов и принимал участие в них. В 1884 выполнил абсолютное определение ускорения силы тяжести, послужившее основанием так называемой венской системы относительных определений ускорений силы тяжести.
В его честь назван кратер на Луне и астероид № 1492. Кроме того, астероид  (237) Целестина назван в честь его жены и астероиды (153) Хильда и (228) Агата названы в честь его дочерей.